# Il giardino delle mosche: vita di Andrej Čikatilo
Il giardino delle mosche: vita di Andrej Čikatilo è un romanzo di Andrea Tarabbia, pubblicato nel 2015. Il libro ha vinto il Premio Letterario Internazionale Alessandro Manzoni - Città Di Lecco e il Premio Selezione Campiello nell'anno seguente.
Nel libro si ripercorre la vicenda del serial killer sovietico Andrej Romanovič Čikatilo.

## Struttura dell'opera
Il romanzo è diviso in tre parti:
- La morte per fame (1936-1978), narrata in prima persona da Andrej Romanovič Čikatilo.
- Dissoluzione (1978-1990), sempre narrata da Čikatilo.
- Il supplizio e la festa (1990-1994), narrata dal funzionario inquirente Issa Magomedovič Kostoev.

## Contenuto
Andrej Romanovič Čikatilo, di fronte al capo del KGB Kostoev, della città di Rostov, confessa tutti i suoi crimini, consistenti nell'aver ucciso 56 persone, dopo averle orribilmente torturate, smembrate, violentate, e averne persino assaggiato le carni. Il killer ha imperversato dal 1978 al 1990, quando finalmente, a causa di un suo fatale errore, è stato arrestato e identificato quale responsabile di tanti omicidi impuniti.
Il racconto del carnefice è esposto in modo non lineare, passando quindi da un periodo cronologico all'altro. La prima parte è dominata dallo spettro della grande carestia, abbattutasi sull'Ucraina nei primi anni '30, quindi dalla grande guerra patriottica e dall'emarginazione che contrassegna la vita del ragazzo Andrej. Gli è stata preclusa l'entrata all'Università, perché il padre, al ritorno dal campo di prigionia tedesco, veniva considerato un collaborazionista dei nazisti; così ha conseguito tre lauree studiando per corrispondenza. Affetto da una forma grave di impotenza, è riuscito a sposarsi e fecondare la moglie, ma è preso da impulsi incontrollabili, che lo portano a molestare gli adolescenti a cui dovrebbe insegnare. Continuamente allontanato dai vari posti di lavoro, può condurre una vita nel complesso protetta perché membro attivo del Partito Comunista Sovietico.
Egli confessa che il suo primo delitto avvenne nel 1978, quando ancora i suoi figli erano bambini e la vita familiare era abbastanza completa. Nel ripercorrere le tappe successive, Andrej sosterrà di avere incontrato più volte dopo la morte questa prima vittima, una bambina di nove anni. Inoltre sosterrà di aver "fabbricato mosche", intendendo con questa espressione, sia gli omicidi, sia l'associazione tra le vittime e certi rudimentali giocattoli da lui prodotti con pezzi di metallo e tenuti in una baracca segreta, che possedeva nei boschi accanto alla sua cittadina, Šachty, nell'Oblast di Rostov. Sosterrà inoltre, allo scopo di farsi dichiarare pazzo, di avere più volte incontrato lo spirito del fratello maggiore, Stepan, morto a cinque anni, prima della sua nascita, e del quale non si può dimostrare che sia realmente esistito, perché mai registrato all'anagrafe. Il fratello che lui descrive è un vecchio affetto da molte infermità e che gli chiede ad ogni incontro di togliergli gli stivali.
Nella seconda parte, Andrej recrimina sul crollo dell'Urss, mettendo in parallelo la sua opera di sterminatore con la dissoluzione che ha portato alla rovina il sistema in cui ha creduto e che ha fedelmente servito sin dalla fanciullezza. Portando il suo discorrere all'apparente delirio, non può nascondere la gioia che gli dava il possesso dei corpi delle sue vittime. Intenzionato a screditare tanti bambini, ragazzi e giovani, inventa a posteriori una missione di pulizia su sbandati e individui indesiderabili. Sublima infine i suoi atti nella teoria del Dio della carne (lui), che infligge un dolore intollerabile alle creature in sua balìa, per poi liberarle con l'atto di benedizione della morte.
La terza parte è narrata dal funzionario Kostoev. Comprende il processo al mostro, la sentenza di condanna alla pena capitale, le reazioni dei familiari delle vittime. Vi è spazio anche per una sorta di confessione della moglie di Andrej, Fenja, che ha vissuto con lui per tanti anni ignorando la verità sull'uomo che ha sposato. C'è nella donna un immenso desiderio di perdono e redenzione, impossibile da raggiungere, in quanto anche la sua vita e quella dei figli è compromessa fin dall'identità, alla quale dovranno rinunciare tutti per motivi di sicurezza.
Per finire, Kostoev narra l'esecuzione di Čikatilo, che prima di morire ha una strana pretesa: vuole gli siano tolte le scarpe. Questo fa parte del bagaglio di mistificazioni pseudo-religiose che l'uomo ha inscenato per guadagnarsi l'infermità mentale: ha sostenuto infatti che il fratello lo ha chiamato dio e ha detto che Dio è uno che lava i piedi. Nell'ultima ora, Čikatilo è riuscito a condizionare la mente di Kostoev, il quale pensa che il condannato gli abbia detto: adesso saprai cosa vuol dire essere un Dio della carne.

## Edizioni
- Andrea Tarabbia, Il giardino delle mosche: vita di Andrej Čikatilo, Ponte alle Grazie, Milano 2015